# Ривера, Джанни
Джова́нни (Джанни) Риве́ра (итал. Giovanni (Gianni) Rivera; 18 августа 1943, Алессандрия) — итальянский футболист, атакующий полузащитник. Выступал за «Алессандрию», «Милан» и сборную Италии. Обладатель «Золотого мяча» как лучший футболист Европы 1969 года. Лучший бомбардир чемпионата Италии 1973 года. По версии МФФИИС занимает 20 место среди лучших игроков мира, 12 место среди лучших игроков Европы XX века. По той же версии Ривера — лучший футболист Италии XX века. Ривера входит в ФИФА 100. После завершения карьеры игрока Ривера стал политиком, был членом Европейского парламента от партии Оливковое дерево.

## Биография

### «Алессандрия»
Джанни Ривера родился 18 августа 1943 года в Алессандрии, в семье железнодорожника. С юных лет Ривера начал увлекаться футболом, играя позади старой часовни, поддерживаемый приходским священником Эликио. Вскоре он записался в академию клуба «Алессандрия», игравшего в Серии А. 2 июня 1959 года, в возрасте 15 лет, 9 месяцев и 15 дней, Ривера дебютировал в основном составе команды в домашней игре чемпионата Италии против клуба «Интернационале». За удачную и не по возрасту зрелую игру на позиции «треквартисты» один из журналистов назвал его «Золотым мальчиком», под этим прозвищем Ривера был известен всю свою карьеру. После первых игр о Ривере стали писать ведущие спортивные и футбольные издания страны:

«Он не касается мяча — он им творит так, как художник делает свои шедевры. Когда Ривера бежит, кажется, что он изящно летит по воздуху». Джанни Моттана, журналист
Уже в начала карьеры в «Алессандрии» Риверой заинтересовались представители ведущих итальянских клубов. Первым был «Ювентус», который заметил молодого футболиста, когда тот выступал на юношеском турнире в Турине. Руководство команды предложило «Алессандрии» 2,5 тыс. фунтов, опасаясь, что слишком слабое физическое состояние игрока помешает его карьере. Франко Педрони, главный тренер «Алессандрии» был очень рассержен подобным заявлением: «Когда мы получили предложение „Ювентуса“, я не мог сдержать свой гнев. Я же Джанни оценивал намного выше». Вскоре после этого Педрони поговорил с мужем сестры своей жены, имеющим связи в другом футбольном гранде Италии, «Милане». Родственник вышел на связь с тренером «Милана», Джузеппе Виани, сказав, что в «Алессандрии» есть очень талантливый игрок. Виани, не доверявший такой характеристике, был поражён, когда увидел игрока: «Никому больше о нём не говорите, я обязательно порекомендую его клубу. Он станет великим футболистом». Осенью 1959 года Ривера приехал в «Милан» на просмотр. После одного товарищеского матча завершавшие свою карьеру ветераны клуба, Нильс Лидхольм и Хуан Альберто Скьяффино, подошли к тренеру команды, сказав: «Не отпускайте этого мальчика!». Несмотря на мнение звёзд команды, руководство клуба сомневалось в молодом футболисте, особенно сильны были сомнения в физическом состоянии игрока. Но Нильс Лидхольм смог убедить руководство команды в том, что Ривера станет звездой футбола. В 1960 году Ривера стал игроком «Милана». Миланский клуб заплатил за трансфер полузащитника 200 тыс. долларов". После этого Ривера доиграл сезон в Алессандрии и уехал в Милан.

### «Милан»
В «Милане» Ривера оказался 23 мая. Он дебютировал в составе 23 июня 1960 года в товарищеском матче с «Фулхэмом», завершившимся поражением «россонери» 1:2. В августе и сентябре 1960 года, вскоре после своего 17-летия, Ривера играл за сборную Италии на Олимпийских играх в Риме. Ривера забил три мяча на групповой стадии, в том числе в ворота команды Бразилии. В полуфинале Италия сыграла вничью с Югославией и уступила место в финале по жребию. В матче за третье место 9 сентября Италия проиграла Венгрии. 25 сентября, через две недели после окончания олимпийского турнира, Ривера дебютировал за «Милан» в серии А в матче с «Катанией», который «Милан» выиграл 3:0. В первый сезон в команде Ривера играл вместе Нильсом Лидхольмом, который взял молодого игрока под свою опеку, обучая тонкостям игры и умению «видеть поле». Ривера быстро сыгрался с основным форвардом «Милана», Жозе Алтафини. И их дуэт принес клубу в 1962 году победу в чемпионате. В том же году, 13 мая 1962 года Ривера дебютировал в составе сборной Италии в матче с Бельгией. В том же году он поехал со сборной на свой первый чемпионат мира, где провёл 1-й матч команды на турнире, с ФРГ (0:0). В следующем сезоне Ривера выиграл с клубом Кубок европейских чемпионов, ставший первым подобным трофеем в истории «Милана». В финале турнира, против «Бенфики», Ривера сделал два голевых паса на Алтафини, став одним из «творцов» победы. Английская газета Daily Mirror написала: «Футбольный мир в ногах Риверы». По окончании сезона, Ривера был одним из главных претендентов на «Золотой мяч», вручаемый лучшему футболисту Европы, но занял в опросе только второе место, уступив советскому голкиперу Льву Яшину.
В 1963 году Лидхольм, до этого выполнявший функции ассистента, был назначен главным тренером «Милана». Однако в период его работы «Милан» успехов не достиг. Также неудачна была игра Риверы и в сборной, в её составе он поехал на чемпионат мира в Англию, где провёл две игры. Одну из них со сборной КНДР (поражение Италии 0:1) до сих пор считают одной из худших игр национальной итальянской команды. В 1967 году «Милан» возглавил Нерео Рокко. И в первый год привёл клуб к выигрышу чемпионата Италии. В том же году Ривера в составе сборной победил на чемпионате Европы. На турнире Ривера провёл только 1 игру, полуфинал с СССР, где к тому же получил травму. Причиной того, что Ривера не выходил на поле, стал Сандро Маццола, игрок «Интера», вытеснивший Риверу из состава команды. Это послужило поводом для конфликта между футболистами, зачинщиком коего был Ривера, не переносивший какую-либо конкуренцию. В 1969 году Ривера выиграл свой второй Кубок Европейских чемпионов. В финале турнира «Милан» победил амстердамский «Аякс», ведомый Йоханом Кройфом; в этой игре Ривера сделал два голевых паса. По окончании сезона Ривера получил «Золотой мяч», став первым урождённым итальянцем, добившимся такой чести (до него такой же чести удостоился Омар Сивори, натурализованный аргентинец).

«1969 год и его „Золотой мяч“ навсегда останутся наилучшим воспоминанием за всю мою двадцатилетнюю карьеру. Скорее всего, на решение France Football повлияла победа „Милана“ над „Аяксом“ — 4:1 в финале Кубка европейских чемпионов. Да несколько неплохих моих игр за сборную. Но я думаю, что лучшими для меня были два предыдущих года. И хотя „Золотой мяч“ — самый значительный личный приз, он тесно переплетается с успехами твоей команды. Выиграл „Милан“ европейский трофей — выиграл и я». Джанни Ривера
В 1970 году, на чемпионате мира, Ривера принял решение покинуть ряды сборной. Он даже покинул лагерь сборной, но, после разговора с Нерио Рокко, вернулся. Причиной этого стало то, что главный тренер команды, Ферруччо Валькареджи, предпочитал Ривере Маццолу, поклонником таланта которого он был. Однако главный тренер нашёл решение. По его идее, один тайм играл Маццола, а другой Ривера; эту систему прозвали «эстафета». В 1/4 финала эта схема помогла итальянцам победить Мексику: вышедший во втором тайме Ривера наладил игру команды, забившей после этого 3 гола. В полуфинале с ФРГ Ривера стал главным творцом победы, забив решающий мяч в дополнительное время. В финале турнира с Бразилией Ривера не был, по-традиции, выпущен после первого тайма, а вышел лишь за 6 минут до конца встречи, при счёте 1:3 в пользу бразильцев, заменив Роберто Бонинсенью. По возвращении в Италию он сказал: «Все равно я не думаю, что мог бы помочь своей команде… Бразилия была слишком сильной… а 84 минуты, проведенных на скамейке запасных, лишь сохранили мое лицо от нескольких помидоров…»
В 1971 году Милан занял второе место в чемпионате страны, на 4 очка уступив главному сопернику, «Интеру». В следующем году «Милан» вновь был вторым, а Ривера был дисквалифицирован с 14 апреля по 30 июня из-за обвинений в коррупции в адрес итальянского судьи Кончетто Ло Белло, который был обвинён в поддержке «Ювентуса». Из-за этих обвинений Ривера был вынужден пропустить финал Кубка Италии, выигранного «Миланом», и все оставшиеся матчи чемпионата страны. В следующем году Милан вновь выиграл кубок страны, а затем победил в Кубке кубков. В серии А клуб занял третий раз подряд второе место, несмотря на 17 голов и звание лучшего бомбардира чемпионата Риверы. По окончании сезона, Нерио Рокко подал в отставку. Несмотря на уход Рокко, в сезоне 1973—1974 Милан вновь вышел в финал Кубка Кубков, где встретился с клубом из ГДР, «Магдебург». В этой игре «Милан» проиграл, а Ривера провёл один из самых плохих матчей в составе «россонери».
В 1974 году Ривера поехал со сборной на свой последний крупный турнир, чемпионат мира. Там он провёл две игры и забил 1 гол, последняя из них, 19 июня с Аргентиной, стала последним матчем Риверы за сборную Италии. Всего за национальную команду он провёл 60 матчей и забил 14 голов. В последующие годы клуб попал в полосу неудач. Из-за этого команду стали покидать ведущие игроки, менялись люди на руководящих постах и даже тренеры, про многих из которых Ривера говорил: «Они недостойны „Милана“». Новый президент «Милана», Альбино Бутики, высказал идею, что можно было поменять Риверу на Клаудио Салу, игрока «Торино», дважды ставшего лучшим футболистом Италии. Из-за этого, Ривера начал срочно собирать деньги, чтобы выкупить команду: «Если президент „Милана“ хочет меня продать, то я куплю этот клуб». В 1977 году Ривера выиграл свой третий Кубок Италии. В чемпионате долгое время находился в «зоне вылета», но благодаря двум голам Риверы в ворота «Чезены», клуб опередил «Сампдорию» и остался в серии А. В 1979 году на пост тренера «Милана» вернулся Нильс Лидхольм. Он смог изменить игру команды. В последнем туре клубу хватило бы ничьей, для завоевания «скудетто». Матч с «Лацио» проходил на Сан-Сиро, но игра долгое время не могла начаться из-за болельщиков, которые не покидали поле. Тогда Ривера вышел в центральный круг и обратился к фанатам команды, попросив их занять места на трибунах. Всего через несколько минут поле опустело, а затем «Милан» сыграл вничью с «Лацио» (1:1) и стал чемпионом. Этот тайм стал последним для Риверы в профессиональной футбольной карьере.

### Карьера вне футбола
После завершения игровой карьеры, Ривера стал в 1979 году вице-президентом «Милана». Он пережил с клубом коррупционный скандал, связанный с покупкой матчей и ставками на игры, из-за которого «россонери» были отправлены в серию В и ушёл с должности, но вернулся в 1985 году. Он проработал до 1986 года, когда клуб был куплен Сильвио Берлускони, и Ривера по собственной инициативе покинул «Милан». С 1986 года Ривера ушёл в политику. В 1987 году он присоединился к Христианско-демократической партии и был избран в нижнюю палату парламента. После роспуска Христианско-демократической партии, Ривера стал депутатом от Патто Сеньи.

«На самом деле мое вступление в политику не было заранее обдуманным шагом. Я был просто знаком с некоторыми руководителями христианских демократов, которые и предложили мне стать одним из кандидатов на парламентских выборах. Я полагал, что у меня есть время подумать над этим предложением, но выборы оказались досрочными. И тогда я, словно бросившись с головой в омут, согласился быть в их списке. Единственное, чего я не желал, так это быть подставным лицом, служить лишь для привлечения избирателей». Джанни Ривера
С 1994 по 1996 год Ривера был секретарём парламента Италии и президентом Патто Сеньи. С 1996 по 2001 год Ривера работал государственным секретарём министерства обороны Италии. Во время работы в парламенте Ривера несколько раз менял свои политические предпочтения; уйдя из Патто Сеньи, он присоединился к Итальянскому Возрождению, а потом к партии Демократы и Маргариткам. После объединения партий усилиями Романо Проди стал членом Демократической партии. С апреля 2005 года Ривера — член Европейского парламента от коалиции Оливковое дерево, набрав 45 тысяч голосов в северо-западном округе Италии, являясь независимым депутатом. В феврале 2008 года Ривера примкнул к центристской партии Белая Роза. Ривера — член комиссии защиты внутреннего рынка и потребителей и советник по спортивной политике в муниципалитете Рима. Также Ривера занимается инвестированием денег для помощи молодым футболистам.

## Личная жизнь
Ривера женат на Луаре Маркони. Имеет дочь Канталь и сына Джанни. Первой женой была танцовщица Элизабетта Вивиани, от которой у него дочь Николь Мария Луиза.

## Статистика выступлений
| 1958/59   | Алессандрия | Серия А | 1   | 0   | ?  | ?  |    |    |   |   |
| 1959/60   | Алессандрия | Серия А | 25  | 6   | ?  | ?  |    |    |   |   |
| 1960/61   | Милан       | Серия А | 30  | 6   | 1  | 0  |    |    | 2 | 0 |
| 1961/62   | Милан       | Серия А | 27  | 10  | 1  | 0  | 2  | 0  |   |   |
| 1962/63   | Милан       | Серия А | 27  | 9   | 0  | 0  | 7  | 2  |   |   |
| 1963/64   | Милан       | Серия А | 27  | 7   | 1  | 0  | 2  | 1  | 2 | 0 |
| 1964/65   | Милан       | Серия А | 29  | 2   | 0  | 0  |    |    |   |   |
| 1965/66   | Милан       | Серия А | 31  | 7   | 1  | 0  | 4  | 1  |   |   |
| 1966/67   | Милан       | Серия А | 34  | 12  | 6  | 7  | 2  | 0  | 1 | 0 |
| 1967/68   | Милан       | Серия А | 29  | 11  | 5  | 3  | 10 | 1  |   |   |
| 1968/69   | Милан       | Серия А | 28  | 3   | 4  | 1  | 7  | 2  |   |   |
| 1969/70   | Милан       | Серия А | 25  | 8   | 3  | 1  | 3  | 2  | 2 | 1 |
| 1970/71   | Милан       | Серия А | 26  | 6   | 10 | 7  |    |    |   |   |
| 1971/72   | Милан       | Серия А | 23  | 3   | 6  | 2  | 8  | 4  |   |   |
| 1972/73   | Милан       | Серия А | 28  | 17  | 6  | 3  | 9  | 0  |   |   |
| 1973/74   | Милан       | Серия А | 26  | 6   | 5  | 1  | 8  | 0  |   |   |
| 1974/75   | Милан       | Серия А | 27  | 3   | 4  | 0  |    |    |   |   |
| 1975/76   | Милан       | Серия А | 14  | 1   | 5  | 1  | 3  | 0  |   |   |
| 1976/77   | Милан       | Серия А | 27  | 4   | 7  | 0  | 5  | 0  |   |   |
| 1977/78   | Милан       | Серия А | 30  | 6   | 5  | 1  | 1  | 0  |   |   |
| 1978/79   | Милан       | Серия А | 13  | 1   | 4  | 1  | 5  | 0  |   |   |
| 1958—1979 | Всего       | Всего   | 527 | 128 | 74 | 28 | 76 | 13 | 7 | 1 |

## Достижения

### Командные
«Милан»
- Чемпион Италии (3): 1962, 1968, 1979
- Обладатель Кубка европейских чемпионов (2): 1963, 1969
- Обладатель Кубка Италии (4): 1967, 1972, 1973, 1977
- Обладатель Кубка кубков (2): 1968, 1973
- Обладатель Межконтинентального кубка (1): 1969

Сборная Италии
- Чемпион Европы: 1968
- Вице-чемпион мира: 1970

### Личные
- Обладатель «Золотого мяча» (France Football): 1969
- Лучший бомбардир Кубка Италии (2): 1967 (7 голов), 1971 (7 голов)
- Лучший бомбардир чемпионата Италии: 1973 (17 голов)
- Футболист года в Италии по версии Guerin Sportivo (специальная награда): 1987
- Введён в Зал славы итальянского футбола
- Введен в зал славы клуба «Милан»
- Входит в список ФИФА 100
- Golden Foot: 2003 (в номинации «Легенды футбола»)
- Обладатель Награды президента УЕФА: 2011